# Lourenço de Santa Maria e Melo
Lourenço de Santa Maria e Melo O.F.M, ou com o nome secular de Lourenço Bernardo de Melo de Sampaio Pereira de Figueiredo (Casa da Graciosa, Anadia, 16 de Janeiro de 1704, bap. Igreja de São Pedro, Avelãs de Cima, 24 de Janeiro de 1704 — Paço Episcopal, Faro, 5 de Dezembro de 1783) foi um prelado português, Arcebispo de Goa e Primaz do Oriente e depois Bispo do Algarve.

## Biografia
D. Frei Lourenço de Santa Maria e Melo entrou no Seminário Franciscano do Varatojo em 1727, sendo ordenado padre franciscano, no Varatojo, em 13 de junho de 1730. Em 9 de junho de 1743, é consagrado, na Patriarcal de Lisboa, Arcebispo de Goa e Primaz do Oriente, partiu para Goa onde ficou até 1750, quando resignou por problemas de saúde. 
De volta a Portugal, foi nomeado arcebispo-bispo do Algarve,  em 1752, cargo que exerceria até 1783, quando faleceu.
Enquanto arcebispo-bispo de Algarve, teve que lidar com os problemas causados pelo Terremoto de 1755 na região, que destruiu a torre da sé de Faro, várias igrejas e casas. Nos dias imediatos ao terramoto, a Gazeta de Lisboa publicou a notícia da ruína do palácio do arcebispo, bem como as suas ações durante o cataclismo: ter-se-á salvo em roupa de câmara, e discorreu pela cidade com grande zelo, a absolver sub conditione os moribundos e a exercitar muitos atos de caridade.
Foi tio-trisavô do 1.° Visconde da Graciosa, 1.° Conde da Graciosa e 1.° Marquês da Graciosa.